# 乞失马因
乞失马思（？—1240年代），一作怯石迈因，又作怯失迷思，是高昌回鶻亦都護巴而术·阿而忒·的斤之子。高昌回鶻是大蒙古国的附庸。
1229年，巴而术·阿而忒·的斤去世，窝阔台大汗封他为亦都護。在乃马真后摄政称制的时候，乞失马思去世。他的兄弟萨仑·的斤即位。